# Saison 3 de Body of Proof
Chronologie
Saison 2
Cet article présente le guide des épisodes de la troisième saison de la série télévisée américaine Body of Proof.

## Diffusions
- Aux États-Unis, la diffusion a débuté le 19 février 2013 sur ABC
- Au Canada, elle est diffusée en simultané sur Citytv.
- En Suisse, la diffusion a débuté le 26 mai 2013 sur RTS Un.
- En France la diffusion a débuté le 30 mai 2013 sur M6.
- Au Québec la diffusion a débuté le 27 janvier 2014 sur Séries+
- Cette saison est inédite en Belgique.

## Synopsis
Le Dr Megan Hunt était une neurochirurgienne reconnue jusqu'à ce qu'un accident de voiture ne vienne arrêter sa carrière. Maintenant qu'elle ne peut plus venir en aide aux vivants, elle est la plus célèbre des médecins légistes de Philadelphie. Mais bien qu'elle fasse un travail incroyable, sa réputation d'être difficile à contrôler la précède où qu'elle aille. Il n'y a pas de limite qu'elle ne franchirait pas.
Son patron tente de la protéger tant qu'elle ne va pas trop loin. Bien qu'il reconnaisse à contrecœur son talent, l'inspecteur Bud Morris n'est pas un grand fan de ses méthodes.
Heureusement, le Dr Hunt a ses admirateurs. Son assistant lui fait entièrement confiance et son partenaire d'enquête, le légiste Peter Dunlop, accepte ses méthodes peu orthodoxes. Il est le seul à savoir qu'elle cache un sentiment de culpabilité : avant d'abandonner la neurochirurgie, le Dr Hunt a accidentellement tué son dernier patient. Si l'on ajoute à cela le divorce qui s'est ensuivi et son ex qui a obtenu la garde de leur fille, on découvre la triste vie sociale de la médecin légiste.

## Distribution de la saison

### Acteurs principaux
- Dana Delany (VF : Marine Jolivet) : Dr Megan Hunt (13/13)
- Jeri Ryan (VF : Malvina Germain) : Dr Kate Murphy (13/13)
- Mark Valley (VF : Xavier Fagnon) : lieutenant Tommy Sullivan[1] (13/13)
- Geoffrey Arend (VF : Philippe Bozo) : Dr Ethan Gross (13/13)
- Windell D. Middlebrooks (VF : Jean-Paul Pitolin) : Dr Curtis Brumfield (13/13)
- Elyes Gabel (VF : Rémi Bichet) : lieutenant Adam Lucas[2] (10/13)
- Mary Matilyn Mouser (VF : Camille Timmerman) : Lacey Fleming, fille de Megan (7/13)

### Acteurs récurrents
- Joanna Cassidy (VF : Pauline Larrieu) : le juge Joan Hunt, mère de Megan
- Luke Perry (VF : Lionel Tua) : Dr Charlie Stafford (3 épisodes)
- Richard Burgi (VF : Bernard Lanneau) : Dan Russell[3] (6 épisodes)
- Lorraine Toussaint (VF : Maïk Darah) : Angela Martin[4] (4 épisodes)
- Marisa Ramirez (VF : Magali Barney) : Officier Riley Dunn (4 épisodes)

### Invités
- Michael B. Silver (VF : Maurice Decoster) : Dr Harvey Wallace (épisode 1)
- Shawn Hatosy (VF : Alexis Tomassian) : Karl Simmons (épisodes 1 et 2)
- Annie Wersching : Yvonne Kurtz[5] (épisodes 1 et 2)
- Tim DeKay (VF : Pierre Tessier) : Caleb Banks[6] (épisode 3)
- Jennifer Stone (VF : Ethel Houbiers) : Hannah Banks (épisode 3)
- Michael Nouri (VF : Guy Chapellier) : Daniel Russo[7] (épisode 4)
- Ray Wise : Martin Davis[7] (épisode 4)
- Derek Webster (VF : Daniel Njo Lobé) : Michael Avery[7] (épisode 4)
- Henry Ian Cusick (VF : Bruno Choël) : Trent Marsh (épisodes 5 et 13)
- Betsy Brandt (VF : Véronique Augereau) : Susan Hart (épisode 5)
- Rosa Salazar (VF : Kelly Marot) : Ramona Delgado (épisode 5)
- Natasha Alam : Tatyana (épisode 6)
- Ivan Sergei (VF : Adrien Antoine) : Sergei Damanov[8] (épisode 6)
- Dennis Boutsikaris (VF : Nicolas Marié) : John Anderson (épisode 9)
- François Chau : Hu Jinbau (épisode 9)
- Robyn Lively : Ruth Olsson (épisode 9)
- Christopher McDonald (VF : Bernard Métraux) : Gerry Roberts (épisode 9)
- Brooklyn Sudano (VF : Géraldine Asselin) : l’analyste du FBI (épisode 9)
- Craig Bierko (VF : Jean-Philippe Puymartin) : Dr Derrick Malcolm (épisode 10)
- Sharon Lawrence (VF : Céline Monsarrat) : Julia Stone (épisode 10)
- Sarah Jane Morris : Pamela Jacks[9] (épisode 11)
- Chris Johnson (VF : Mathias Kozlowski) : Alex Jacks (épisode 11)
- Alan Dale : Emmett Harrington (épisode 12)
- Kenneth Mitchell (VF : Alexis Victor) : Robert Riley (épisode 12)
- Jonathan Banks (VF : Féodor Atkine) : Glenn Fitz (épisode 13)
- Kurtwood Smith : Earl Brown (épisode 13)

## Liste des épisodes

### Épisode 1:Mortelles retrouvailles - partie 1
- États-Unis /  Canada : 19 février 2013 sur ABC[10] / Citytv
- Suisse : 26 mai 2013 sur RTS Un[réf. souhaitée]
- France : 30 mai 2013 sur M6[réf. souhaitée]
- Québec : 27 janvier 2014 sur Séries+
- Belgique : sur RTL-TVI

- États-Unis : 6,75 millions de téléspectateurs[11]

- Shawn Hatosy (Karl Simmons)
- Annie Wersching (Yvonne Kurtz)
- Michael B. Silver (Dr Harvey Wallace)
- Erin Cahill (Charlotte Tilney)
- Richard Burgi (D.A. Dan Russell)
- Billy Mayo (Paul Foster)

### Épisode 2:Mortelles retrouvailles - partie 2
- États-Unis /  Canada : 26 février 2013 sur ABC / Citytv
- Suisse : 26 mai 2013 sur RTS Un
- France : 30 mai 2013 sur M6
- Québec : 3 février 2014 sur Séries+

- États-Unis : 6,37 millions de téléspectateurs[12]

- Richard Burgi (D.A. Dan Russell)
- Annie Wersching (Yvonne Kurtz)
- Shawn Hatosy (VF : Alexis Tomassian) (Karl Simmons)
- Angela Martinez (News Reporter)
- Tony Von Halle (Mark McDaniels)

### Épisode 3:Les Possédées
- États-Unis /  Canada : 5 mars 2013 sur ABC / Citytv
- Suisse : 2 juin 2013 sur RTS Un
- France : 6 juin 2013 sur M6
- Québec : 10 février 2014 sur Séries+

- États-Unis : 6,59 millions de téléspectateurs[13]

- Tim DeKay (Caleb Banks)
- Margaret Easley (Laura Banks)
- Jennifer Stone (Hannah Banks)
- Jayme Lynn Evans (Chelsea Banks)
- Brian Hallisay (VF : Nessym Guétat) (Dr Jeff Dante)
- Joshua Winot (Pastor Todd Higgins)

### Épisode 4:De père en fils
- États-Unis /  Canada : 13 mars 2013 sur ABC / Citytv
- Suisse : 2 juin 2013 sur RTS Un
- France : 6 juin 2013 sur M6
- Québec : 17 février 2014 sur Séries+

- États-Unis : 6,6 millions de téléspectateurs[14]

- Ray Wise (Martin Davis)
- Derek Webster (Michael Avery)
- Chet Grissom (David Caine)
- Alex Di Dio (Jaxon Ware)
- Sandra Purpuro (Evelyn Russo)
- Michael Nouri (Daniel Russo)

### Épisode 5:La Loi du talion
- États-Unis /  Canada : 19 mars 2013 sur ABC / Citytv
- Suisse : 9 juin 2013 sur RTS Un
- France : 13 juin 2013 sur M6
- Québec : 24 février 2014 sur Séries+

- États-Unis : 8,42 millions de téléspectateurs[15]

- Henry Ian Cusick (Trent Marsh)
- Matthew John Armstrong (Paul Winters)
- Betsy Brandt (Susan Hart)
- Rosa Salazar (Ramona Delgado)
- Richard Burgi (D.A. Dan Russell)
- Joanna Cassidy (Joan Hunt)

### Épisode 6:Matriochka
- États-Unis /  Canada : 26 mars 2013 sur ABC / Citytv
- Suisse : 9 juin 2013 sur RTS Un
- France : 13 juin 2013 sur M6
- Québec : 3 mars 2014 sur Séries+

- États-Unis : 9,59 millions de téléspectateurs[16]
- Canada : 940 000 téléspectateurs[17]

- Ivan Sergei (Sergei Damanov)
- Guri Weinberg (Arco Starkovich)
- Deborah Strang (Etta Starkovich)
- Natasha Alam (Tatyana)
- Richard Burgi (D.A. Dan Russell)
- Anya Monzikova (Ivanka)
- Natasha Hall (Oksana Svetlova)

### Épisode 7:La Rage au corps
- États-Unis /  Canada : 2 avril 2013 sur ABC / Citytv
- Suisse : 9 juin 2013 sur RTS Un
- France : 13 juin 2013 sur M6
- Québec : 10 mars 2014 sur Séries+

- États-Unis : 8,56 millions de téléspectateurs[18]

- Luke Perry (Dr Charlie Stafford)
- Marisa Ramirez (Officer Riley Sunn)
- Mathhew Fahey (Mason Geary)
- John Prosky (Clark Wilson)
- Kim Whalen (Melanie Summer)

### Épisode 8:Sans l'ombre d'un doute
- États-Unis /  Canada : 9 avril 2013 sur ABC / Citytv
- Suisse : sur RTS Un
- France : 27 juin 2013 sur M6
- Québec : 17 mars 2014 sur Séries+

- États-Unis : 8,98 millions de téléspectateurs[19]

- Edward Kerr (James Lawson)
- Lorraine Toussaint (Chief Angela Martin)
- Kiko Ellsworth (Steve Owen)
- Lily Knight (Meryl)
- Adilah Barnes (Judge Morgan)
- Kofi Natei (Vin)
- Richard Burgi (D.A. Dan Russell)
- Joanna Cassidy (Joan Hunt)
- Marcus Patrick (le videur de la boîte de nuit)

### Épisode 9:L'Illusionniste
- États-Unis /  Canada : 16 avril 2013 sur ABC / Citytv
- France : 27 juin 2013 sur M6
- Québec : 24 mars 2014 sur Séries+

- États-Unis : 8,94 millions de téléspectateurs[20]

- Dennis Boutsikaris (John Anderson)
- Lorraine Toussaint (Chief Angela Martin)
- Marisa Ramirez (Officer Riley Dunn)
- Robyn Lively (Ruth Olsson)
- Francois Chau (Hu Jinbau)
- Kelly Frye (Julie)
- Brooklyn Sudano (Sarah)
- Dahlia Salem (Ada Gwen Jones)
- David Gautreaux (Layne Pacifico)
- Christopher McDonald (Gerry Roberts)
- Joanna Cassidy (Joan Hunt)

### Épisode 10:Psychose
- États-Unis /  Canada : 23 avril 2013 sur ABC / Citytv
- France : 27 juin 2013 sur M6
- Québec : 31 mars 2014 sur Séries+

- États-Unis : 9,35 millions de téléspectateurs[21]

- Luke Perry (Dr Charlie Stafford)
- Craig Bierko (Dr Derrick Malcolm)
- Marisa Ramirez (Officer Riley Dunn)
- Jude Ciccolella (Detective Mo Childs)
- Hannah Leigh (Darby Stone)
- Chase Kim (Officer Hawley)
- Sharon Lawrence (Julia Stone)
- Joanna Cassidy (Joan Hunt)

### Épisode 11:Blackout
- États-Unis /  Canada : 7 mai 2013 sur ABC / Citytv
- France : 4 juillet 2013 sur M6
- Québec : 7 avril 2014 sur Séries+

- États-Unis : 8,24 millions de téléspectateurs[22]

- Luke Perry (Dr Charlie Stafford)
- Lorraine Toussaint (Chief Angela Martin)
- Marisa Ramirez (Officer Riley Dunn)
- Sarah Jane Morris (Pamela Jacks)
- Jose Zuniga (Roberto Franco)
- Chris Johnson (Alex Jacks)
- Heather McComb (Mandy Wells)
- Jodi Harris (Eleanor Westphall)
- Zoe Hall (Carla Mendez)
- Sunkrish Bala (Sanjit Singh)
- Paul Telfer (Tanner Brennan)
- Joanna Cassidy (Joan Hunt)

### Épisode 12:Erreur judiciaire
- États-Unis /  Canada : 14 mai 2013 sur ABC / Citytv
- France : 4 juillet 2013 sur M6
- Québec : 14 avril 2014 sur Séries+

- États-Unis : 8,6 millions de téléspectateurs[23]

- Alan Dale (Emmett Harrington)
- Kenneth Mitchell (Robert Riley)
- Tracy Middendorf (Stacey Harrington)
- Khary Payton (Brad Carter)
- Richard Burgi (D.A. Dan Russell)

### Épisode 13:Passé, présent, futur
- États-Unis /  Canada : 28 mai 2013 sur ABC[24] / Citytv
- France : 4 juillet 2013 sur M6
- Québec : 21 avril 2014 sur Séries+

- États-Unis : 7,64 millions de téléspectateurs[25]
- Canada : 691 000 téléspectateurs[26]

- Henry Ian Cusick (Trent Marsh)
- Lorraine Toussaint (Chief Angela Martin)
- Jonathan Banks (Glenn Fitz)
- Larry Sullivan (David Hunt)
- Mark Saul (Bodie Batts)
- Kurtwood Smith (Earl Brown)
- Joanna Cassidy (Joan Hunt)